# Kazahsztán a 2006. évi téli olimpiai játékokon
Kazahsztán az olaszországi Torinóban megrendezett 2006. évi téli olimpiai játékok egyik részt vevő nemzete volt. Az országot az olimpián 7 sportágban 56 sportoló képviselte, akik érmet nem szereztek.

## Alpesisí
Férfi
| Versenyző         | Versenyszám      | 1. futam      | 1. futam      | 2. futam | 2. futam | Összesítés | Összesítés |
| Versenyző         | Versenyszám      | Idő           | Hely.         | Idő      | Hely.    | Idő        | Helyezés   |
| ----------------- | ---------------- | ------------- | ------------- | -------- | -------- | ---------- | ---------- |
| Viktor Rjabcsenko | Műlesiklás       | nem ért célba | nem ért célba | kiesett  | kiesett  | kiesett    | kiesett    |
| Viktor Rjabcsenko | Óriás-műlesiklás | 1:29,52       | 37.           | 1:31,14  | 34.      | 3:00,66    | 33.        |

Női
| Versenyző      | Versenyszám      | 1. futam | 1. futam | 2. futam | 2. futam | Összesítés | Összesítés |
| Versenyző      | Versenyszám      | Idő      | Hely.    | Idő      | Hely.    | Idő        | Helyezés   |
| -------------- | ---------------- | -------- | -------- | -------- | -------- | ---------- | ---------- |
| Vera Jeremenko | Műlesiklás       | 50,73    | 50.      | 55,27    | 46.      | 1:46,00    | 47.        |
| Vera Jeremenko | Óriás-műlesiklás | 1:10,32  | 45.      | 1:19,43  | 37.      | 2:29,75    | 36.        |

## Biatlon
Férfi
| Versenyző             | Versenyszám           | Lövőhiba    | Időeredmény | Helyezés |
| --------------------- | --------------------- | ----------- | ----------- | -------- |
| Alekszandr Cservjakov | 10 km sprint          | 2 (0+2)     | 29:27,1     | 56.      |
| Alekszandr Cservjakov | 12,5 km üldözőverseny | 6 (2+0+2+2) | 43:28,4     | 53.      |
| Alekszandr Cservjakov | 20 km egyéni          | 6 (1+3+1+1) | 1:03:56,4   | 73.      |

Női
| Versenyző      | Versenyszám         | Lövőhiba    | Időeredmény | Helyezés   |            |
| -------------- | ------------------- | ----------- | ----------- | ---------- | ---------- |
| Anna Lebegyeva | 7,5 km sprint       | 2 (1+1)     | 25:21,8     | 52.        |            |
| Anna Lebegyeva | 10 km üldözőverseny | 6 (2+2+2+0) | lekörözték  | lekörözték | lekörözték |
| Anna Lebegyeva | 15 km egyéni        | 4 (1+1+1+1) | 56:46,5     | 49.        |            |

## Gyorskorcsolya
Férfi
| Versenyző         | Versenyszám | 1. futam | 1. futam | 2. futam | 2. futam | Eredmény | Helyezés |
| Versenyző         | Versenyszám | Idő      | Hely.    | Idő      | Hely.    | Eredmény | Helyezés |
| ----------------- | ----------- | -------- | -------- | -------- | -------- | -------- | -------- |
| Dmitrij Babenko   | 5000 m      |          |          |          |          | 6:42,25  | 23.      |
| Alekszej Beljajev | 1500 m      |          |          |          |          | 1:52,20  | 39.      |
| Alekszandr Zsigin | 500 m       | 36,88    | 35.      | 36,92    | 36.      | 73,80    | 34.      |
| Alekszandr Zsigin | 1000 m      |          |          |          |          | 1:12,36  | 36.      |

Női
| Versenyző        | Versenyszám | Eredmény | Helyezés |
| ---------------- | ----------- | -------- | -------- |
| Natalja Ribakova | 3000 m      | 4:38,76  | 28.      |

## Jégkorong

### Férfi
| Kazah nemzeti férfi jégkorongcsapat-játékoskeret | Kazah nemzeti férfi jégkorongcsapat-játékoskeret | Kazah nemzeti férfi jégkorongcsapat-játékoskeret | Kazah nemzeti férfi jégkorongcsapat-játékoskeret | Kazah nemzeti férfi jégkorongcsapat-játékoskeret | Kazah nemzeti férfi jégkorongcsapat-játékoskeret | Kazah nemzeti férfi jégkorongcsapat-játékoskeret |
| #                                                | Név                                              | Poszt                                            | Magasság                                         | Súly                                             | Kor                                              | Klub                                             |
| ------------------------------------------------ | ------------------------------------------------ | ------------------------------------------------ | ------------------------------------------------ | ------------------------------------------------ | ------------------------------------------------ | ------------------------------------------------ |
| 1                                                | Kirill Zinovjev                                  | K                                                | 181                                              | 80                                               | 1979. február 22. (26 évesen)                    | Torpedo Uszty-Kamenogorszk                       |
| 20                                               | Vitalij Kolesznyik                               | K                                                | 190                                              | 90                                               | 1979. augusztus 20. (26 évesen)                  | Colorado Avalanche                               |
| 31                                               | Vitalij Jeremejev                                | K                                                | 184                                              | 90                                               | 1975. szeptember 23. (30 évesen)                 | HK Gyinamo Moszkva                               |
| 2                                                | Alekszej Vaszilcsenko                            | V                                                | 188                                              | 90                                               | 1981. március 29. (24 évesen)                    | HK Nyeftyehimik Nyizsnyekamszk                   |
| 11                                               | Vlagyimir Antyipin                               | V                                                | 184                                              | 85                                               | 1970. április 18. (35 évesen)                    | Mitiscsi Himik                                   |
| 12                                               | Oleg Kovalenko                                   | V                                                | 178                                              | 90                                               | 1975. február 11. (31 évesen)                    | Torpedo Uszty-Kamenogorszk                       |
| 16                                               | Jevgenyij Blohin                                 | V                                                | 184                                              | 85                                               | 1979. május 29. (26 évesen)                      | HK MVD Tver                                      |
| 26                                               | Andrej Szavenkov                                 | V                                                | 184                                              | 88                                               | 1975. március 7. (30 évesen)                     | Torpedo Uszty-Kamenogorszk                       |
| 30                                               | Gyenyisz Semelin                                 | V                                                | 191                                              | 93                                               | 1978. július 24. (27 évesen)                     | HK Nyeftyehimik Nyizsnyekamszk                   |
| 43                                               | Jevgenyij Pupkov                                 | V                                                | 184                                              | 91                                               | 1976. január 18. (30 évesen)                     | SZKA Szankt-Peterburg                            |
| 52                                               | Alekszej Koledajev                               | V                                                | 178                                              | 84                                               | 1976. március 27. (29 évesen)                    | HC Szibir Novoszibirszk                          |
| 64                                               | Artyom Argokov                                   | V                                                | 184                                              | 92                                               | 1976. január 16. (30 évesen)                     | Metallurg Novokuznyeck                           |
| 17                                               | Alekszandr Koreskov                              | T                                                | 179                                              | 81                                               | 1968. október 28. (37 évesen)                    | Torpedo Uszty-Kamenogorszk                       |
| 18                                               | Konsztantyin Safranov                            | T                                                | 183                                              | 90                                               | 1968. szeptember 11. (37 évesen)                 | Krilja Szovjetov                                 |
| 19                                               | Jevgenyij Koreskov                               | T                                                | 170                                              | 82                                               | 1970. március 11. (35 évesen)                    | Torpedo Uszty-Kamenogorszk                       |
| 21                                               | Dmitrij Dudarev                                  | T                                                | 185                                              | 91                                               | 1976. február 23. (29 évesen)                    | Ak Barsz Kazány                                  |
| 22                                               | Andrej Ogorodnyikov                              | T                                                | 178                                              | 78                                               | 1982. augusztus 29. (23 évesen)                  | Torpedo Uszty-Kamenogorsk                        |
| 23                                               | Andrej Pcseljakov                                | T                                                | 178                                              | 72                                               | 1972. február 19. (33 évesen)                    | Krilja Szovjetov                                 |
| 25                                               | Andrej Szamohvalov                               | T                                                | 182                                              | 84                                               | 1975. május 10. (30 évesen)                      | Torpedo Nyizsnyij Novogorod                      |
| 34                                               | Szergej Alekszandrov                             | T                                                | 180                                              | 84                                               | 1978. április 29. (27 évesen)                    | Torpedo Uszty-Kamenogorszk                       |
| 36                                               | Dmitrij Upper                                    | T                                                | 178                                              | 80                                               | 1978. július 28. (27 évesen)                     | CSZKA Moszkva                                    |
| 55                                               | Andrej Troscsinszkij                             | T                                                | 192                                              | 84                                               | 1978. február 14. (28 évesen)                    | Torpedo Uszty-Kamenogorszk                       |
| 79                                               | Fjodor Poliscsuk                                 | T                                                | 174                                              | 75                                               | 1979. július 4. (26 évesen)                      | SZKA Sankt-Peterburg                             |
| 80                                               | Nyikolaj Antropov                                | T                                                | 198                                              | 104                                              | 1980. február 18. (25 évesen)                    | Toronto Maple Leafs                              |
| Vezetőedző: Nyikolaj Misagin                     | Vezetőedző: Nyikolaj Misagin                     | Vezetőedző: Nyikolaj Misagin                     | Vezetőedző: Nyikolaj Misagin                     | Vezetőedző: Nyikolaj Misagin                     | 1955. október 15. (50 évesen)                    | 1955. október 15. (50 évesen)                    |

- Posztok rövidítései: K – Kapus, V – Védő, T – Támadó
- Kor: 2006. február 15-i kora

#### Eredmények
B csoport
| Nemzet           | M | Gy | D | V | G+ | G– | Gk  | P  |
| ---------------- | - | -- | - | - | -- | -- | --- | -- |
| Szlovákia        | 5 | 5  | 0 | 0 | 18 | 8  | +10 | 10 |
| Oroszország      | 5 | 4  | 0 | 1 | 23 | 11 | +12 | 8  |
| Svédország       | 5 | 3  | 0 | 2 | 15 | 12 | +3  | 6  |
| Egyesült Államok | 5 | 1  | 1 | 3 | 13 | 13 | 0   | 3  |
| Kazahsztán       | 5 | 1  | 0 | 4 | 9  | 16 | –7  | 2  |
| Lettország       | 5 | 0  | 1 | 4 | 11 | 29 | –18 | 1  |

| 2006. február 15. 11:35 | Kazahsztán (KAZ) | 2 – 7 (0–3, 1–4, 1–0) | Svédország | Torino Esposizioni Nézőszám: 2200 |

| Jegyzőkönyv | Jegyzőkönyv | Jegyzőkönyv                               | Jegyzőkönyv | Jegyzőkönyv                         |
| --- | ----------- | ----------------------------------------- | ----------- | ----------------------------------- |
| |             |                                           |             | Játékvezető: Vladimir Sindler (CZE) |
| \| \| 0 – 1 \| 7:45 - Tjärnqvist (J. Jönsson, Holmström) \| \| \| 0 – 2 \| 10:46 - Alfredsson (PP) \| \| \| 0 – 3 \| 16:06 - H. Sedin (Samuelsson, D. Sedin) \| \| J. Koreskov - 20:17 (SH) \| 1 – 3 \| \| \| \| 1 – 4 \| 28:47 - Axelsson (Påhlsson, Öhlund) \| \| \| 1 – 5 \| 31:08 - M. Sundin (Bäckman, Modin) (PP) \| \| \| 1 – 6 \| 35:31 - D. Sedin (Öhlund, H. Sedin) \| \| \| 1 – 7 \| 36:21 - Tjärnqvist (Axelsson, Påhlsson) \| \| Antyipin (Upper) - 48:33 \| 2 – 7 \| \| |             |                                           |             |                                     |
| 18 perc | Büntetések  | 6 perc                                    |             |                                     |
| 14 | Lövések     | 34                                        |             |                                     |
| | 0 – 1       | 7:45 - Tjärnqvist (J. Jönsson, Holmström) |             |                                     |
| | 0 – 2       | 10:46 - Alfredsson (PP)                   |             |                                     |
| | 0 – 3       | 16:06 - H. Sedin (Samuelsson, D. Sedin)   |             |                                     |
| J. Koreskov - 20:17 (SH) | 1 – 3       |                                           |             |                                     |
| | 1 – 4       | 28:47 - Axelsson (Påhlsson, Öhlund)       |             |                                     |
| | 1 – 5       | 31:08 - M. Sundin (Bäckman, Modin) (PP)   |             |                                     |
| | 1 – 6       | 35:31 - D. Sedin (Öhlund, H. Sedin)       |             |                                     |
| | 1 – 7       | 36:21 - Tjärnqvist (Axelsson, Påhlsson)   |             |                                     |
| Antyipin (Upper) - 48:33 | 2 – 7       |                                           |             |                                     |

| 2006. február 16. 21:05 | Egyesült Államok (USA) | 4 – 1 (3–0, 0–0, 1–1) | Kazahsztán | Torino Esposizioni Nézőszám: 3400 |

| Jegyzőkönyv | Jegyzőkönyv | Jegyzőkönyv                        | Jegyzőkönyv | Jegyzőkönyv                         |
| --- | ----------- | ---------------------------------- | ----------- | ----------------------------------- |
| |             |                                    |             | Játékvezető: Thomas Andersson (SWE) |
| \| Guerin (Drury) - 1:34 \| 1 – 0 \| \| \| Rolston (Weight) (PP) - 8:31 \| 2 – 0 \| \| \| Gionta (Liles, Gomez) (PP) - 16:50 \| 3 – 0 \| \| \| \| 3 – 1 \| 51:02 - J. Koreskov (Vaszilcsenko) \| \| Modano (Cole) - 51:53 \| 4 – 1 \| \| |             |                                    |             |                                     |
| 10 perc | Büntetések  | 20 perc                            |             |                                     |
| 36 | Lövések     | 12                                 |             |                                     |
| Guerin (Drury) - 1:34 | 1 – 0       |                                    |             |                                     |
| Rolston (Weight) (PP) - 8:31 | 2 – 0       |                                    |             |                                     |
| Gionta (Liles, Gomez) (PP) - 16:50 | 3 – 0       |                                    |             |                                     |
| | 3 – 1       | 51:02 - J. Koreskov (Vaszilcsenko) |             |                                     |
| Modano (Cole) - 51:53 | 4 – 1       |                                    |             |                                     |

| 2006. február 18. 11:35 | Kazahsztán (KAZ) | 0 – 1 (0–0, 0–1, 0–0) | Oroszország | Torino Esposizioni Nézőszám: 3660 |

| Jegyzőkönyv                                               | Jegyzőkönyv | Jegyzőkönyv                             | Jegyzőkönyv | Jegyzőkönyv                         |
| --------------------------------------------------------- | ----------- | --------------------------------------- | ----------- | ----------------------------------- |
|                                                           |             |                                         |             | Játékvezető: Christer Lärking (SWE) |
| \| \| 0 – 1 \| 31:38 - Haritonov (Szusinszkij, Malkin) \| |             |                                         |             |                                     |
| 26 perc                                                   | Büntetések  | 12 perc                                 |             |                                     |
| 24                                                        | Lövések     | 50                                      |             |                                     |
|                                                           | 0 – 1       | 31:38 - Haritonov (Szusinszkij, Malkin) |             |                                     |

| 2006. február 19. 16:05 | Szlovákia (SVK) | 2 – 1 (0–1, 1–0, 1–0) | Kazahsztán | Palasport Olimpico Nézőszám: 9160 |

| Jegyzőkönyv | Jegyzőkönyv | Jegyzőkönyv                                       | Jegyzőkönyv | Jegyzőkönyv                      |
| --- | ----------- | ------------------------------------------------- | ----------- | -------------------------------- |
| |             |                                                   |             | Játékvezető: Danny Kurmann (SUI) |
| \| \| 0 – 1 \| 16:16 - J. Koreskov (A. Koreskov, Szavenkov) (PP) \| \| Bondra (Kapuš, Jurčina) (PP) - 39:50 \| 1 – 1 \| \| \| Mari. Hossa (Demitra, Gáborík) - 48:09 \| 2 – 1 \| \| |             |                                                   |             |                                  |
| 12 perc | Büntetések  | 20 perc                                           |             |                                  |
| 27 | Lövések     | 19                                                |             |                                  |
| | 0 – 1       | 16:16 - J. Koreskov (A. Koreskov, Szavenkov) (PP) |             |                                  |
| Bondra (Kapuš, Jurčina) (PP) - 39:50 | 1 – 1       |                                                   |             |                                  |
| Mari. Hossa (Demitra, Gáborík) - 48:09 | 2 – 1       |                                                   |             |                                  |

| 2006. február 21. 11:35 | Lettország (LAT) | 2 – 5 (1–1, 0–1, 1–3) | Kazahsztán | Torino Esposizioni Nézőszám: 2300 |

| Jegyzőkönyv | Jegyzőkönyv | Jegyzőkönyv                                     | Jegyzőkönyv | Jegyzőkönyv                         |
| --- | ----------- | ----------------------------------------------- | ----------- | ----------------------------------- |
| |             |                                                 |             | Játékvezető: Christer Lärking (SWE) |
| \| \| 0 – 1 \| 7:20 - A. Koreskov (J. Koreskov) \| \| Tambijevs (Ņiživijs) (PP) - 15:13 \| 1 – 1 \| \| \| \| 1 – 2 \| 35:04 - Antropov (J. Koreskov) \| \| Cipruss (Panteļejevs, Tribuncovs) - 45:04 \| 2 – 2 \| \| \| \| 2 – 3 \| 52:33 - Alekszandrov (Poliscsuk, Troscsinszkij) \| \| \| 2 – 4 \| 54:53 - J. Koreskov (PS) \| \| \| 2 – 5 \| 58:08 - J. Koreskov (A. Koreskov) \| |             |                                                 |             |                                     |
| 14 perc | Büntetések  | 6 perc                                          |             |                                     |
| 32 | Lövések     | 30                                              |             |                                     |
| | 0 – 1       | 7:20 - A. Koreskov (J. Koreskov)                |             |                                     |
| Tambijevs (Ņiživijs) (PP) - 15:13 | 1 – 1       |                                                 |             |                                     |
| | 1 – 2       | 35:04 - Antropov (J. Koreskov)                  |             |                                     |
| Cipruss (Panteļejevs, Tribuncovs) - 45:04 | 2 – 2       |                                                 |             |                                     |
| | 2 – 3       | 52:33 - Alekszandrov (Poliscsuk, Troscsinszkij) |             |                                     |
| | 2 – 4       | 54:53 - J. Koreskov (PS)                        |             |                                     |
| | 2 – 5       | 58:08 - J. Koreskov (A. Koreskov)               |             |                                     |

| Csapat     | Helyezés |
| ---------- | -------- |
| Kazahsztán | 9.       |

## Síakrobatika
Mogul
| Versenyző         | Versenyszám | Selejtező | Selejtező | Döntő   | Döntő    |
| Versenyző         | Versenyszám | Pont      | Helyezés  | Pont    | Helyezés |
| ----------------- | ----------- | --------- | --------- | ------- | -------- |
| Dmitrij Rejherd   | Férfi       | 18,33     | 33.       | kiesett | kiesett  |
| Julija Rogyionova | Női         | 16,76     | 28.       | kiesett | kiesett  |
| Darja Ribalova    | Női         | 18,70     | 25.       | kiesett | kiesett  |

## Sífutás
Férfi
| Versenyző                                                              | Versenyszám     | Selejtező | Selejtező | Negyeddöntő | Negyeddöntő | Elődöntő | Elődöntő | B döntő | B döntő | Döntő     | Döntő    |
| Versenyző                                                              | Versenyszám     | Idő       | Hely.     | Idő         | Hely.       | Idő      | Hely.    | Idő     | Hely.   | Idő       | Helyezés |
| ---------------------------------------------------------------------- | --------------- | --------- | --------- | ----------- | ----------- | -------- | -------- | ------- | ------- | --------- | -------- |
| Nyikolaj Csebotyko                                                     | Sprint          | 2:21,23   | 35.       | kiesett     | kiesett     | kiesett  | kiesett  | kiesett | kiesett | kiesett   | 35.      |
| Szergej Cserepanov                                                     | Sprint          | 2:26,48   | 55.       | kiesett     | kiesett     | kiesett  | kiesett  | kiesett | kiesett | kiesett   | 55.      |
| Dmitrij Jeremenko                                                      | 15 km           |           |           |             |             |          |          |         |         | 40:42,8   | 30.      |
| Dmitrij Jeremenko                                                      | 30 km           |           |           |             |             |          |          |         |         | 1:22:09,9 | 44.      |
| Andrej Golovko                                                         | 15 km           |           |           |             |             |          |          |         |         | 40:58,0   | 37.      |
| Andrej Golovko                                                         | 30 km           |           |           |             |             |          |          |         |         | 1:19:34,3 | 29.      |
| Andrej Golovko                                                         | 50 km           |           |           |             |             |          |          |         |         | 2:07:19,6 | 29.      |
| Andrej Kondrisev                                                       | 30 km           |           |           |             |             |          |          |         |         | 1:25:51,4 | 60.      |
| Andrej Kondrisev                                                       | 50 km           |           |           |             |             |          |          |         |         | 2:13:24,2 | 54.      |
| Jevgenyij Kosevoj                                                      | Sprint          | 2:18,88   | 18.       | 2:20,7      | 3.          | kiesett  | kiesett  | kiesett | kiesett | kiesett   | 14.      |
| Gyenisz Krivuskin                                                      | 50 km           |           |           |             |             |          |          |         |         | 2:08:05,3 | 37.      |
| Makszim Odnodvorcev                                                    | 15 km           |           |           |             |             |          |          |         |         | 40:53,2   | 36.      |
| Makszim Odnodvorcev                                                    | 30 km           |           |           |             |             |          |          |         |         | 1:17:09,6 | 9.       |
| Makszim Odnodvorcev                                                    | 50 km           |           |           |             |             |          |          |         |         | 2:06:23,4 | 13.      |
| Alekszej Poltoranyin                                                   | 15 km           |           |           |             |             |          |          |         |         | 41:09,7   | 39.      |
| Jevgenyij Szafonov                                                     | Sprint          | 2:22,99   | 45.       | kiesett     | kiesett     | kiesett  | kiesett  | kiesett | kiesett | kiesett   | 45.      |
| Nyikolaj Csebotyko Jevgenyij Kosevoj                                   | Csapatsprint    | 17:42,6   | 5.        |             |             |          |          |         |         | 17:25,1   | 6.       |
| Andrej Golovko Dmitrij Jeremenko Makszim Odnodvorcev Jevgenyij Kosevoj | 4 × 10 km váltó |           |           |             |             |          |          |         |         | 1:49:03,6 | 13.      |

Női
| Versenyző                                                                       | Versenyszám    | Selejtező | Selejtező | Negyeddöntő | Negyeddöntő | Elődöntő | Elődöntő | B döntő | B döntő | Döntő     | Döntő    |
| Versenyző                                                                       | Versenyszám    | Idő       | Hely.     | Idő         | Hely.       | Idő      | Hely.    | Idő     | Hely.   | Idő       | Helyezés |
| ------------------------------------------------------------------------------- | -------------- | --------- | --------- | ----------- | ----------- | -------- | -------- | ------- | ------- | --------- | -------- |
| Jelena Antonova                                                                 | 10 km          |           |           |             |             |          |          |         |         | 31:04,4   | 42.      |
| Natalja Iszacsenko                                                              | Sprint         | 2:21,22   | 45.       | kiesett     | kiesett     | kiesett  | kiesett  | kiesett | kiesett | kiesett   | 45.      |
| Natalja Iszacsenko                                                              | 10 km          |           |           |             |             |          |          |         |         | 32:52,9   | 61.      |
| Natalja Iszacsenko                                                              | 30 km          |           |           |             |             |          |          |         |         | 1:30:04,3 | 38.      |
| Okszana Jackaja                                                                 | Sprint         | 2:22,12   | 46.       | kiesett     | kiesett     | kiesett  | kiesett  | kiesett | kiesett | kiesett   | 46.      |
| Okszana Jackaja                                                                 | 15 km          |           |           |             |             |          |          |         |         | 46:57,0   | 41.      |
| Okszana Jackaja                                                                 | 30 km          |           |           |             |             |          |          |         |         | 1:25:30,5 | 15.      |
| Jelena Kolomina                                                                 | Sprint         | 2:20,28   | 38.*      | kiesett     | kiesett     | kiesett  | kiesett  | kiesett | kiesett | kiesett   | 38.*     |
| Jelena Kolomina                                                                 | 15 km          |           |           |             |             |          |          |         |         | 45:44,1   | 25.      |
| Jelena Kolomina                                                                 | 30 km          |           |           |             |             |          |          |         |         | 1:26:06,4 | 19.      |
| Szvetlana Malahova-Siskina                                                      | 10 km          |           |           |             |             |          |          |         |         | 29:24,1   | 14.      |
| Szvetlana Malahova-Siskina                                                      | 15 km          |           |           |             |             |          |          |         |         | 44:00,0   | 12.      |
| Szvetlana Malahova-Siskina                                                      | 30 km          |           |           |             |             |          |          |         |         | 1:30:41,5 | 40.      |
| Darja Sztarosztyina                                                             | Sprint         | 2:27,58   | 60.       | kiesett     | kiesett     | kiesett  | kiesett  | kiesett | kiesett | kiesett   | 60.      |
| Jevgenyija Volosenko                                                            | 10 km          |           |           |             |             |          |          |         |         | 30:47,1   | 40.      |
| Jevgenyija Volosenko                                                            | 15 km          |           |           |             |             |          |          |         |         | 48:17,2   | 50.      |
| Okszana Jackaja Jelena Kolomina                                                 | Csapatsprint   | 17:36,3   | 5.        |             |             |          |          |         |         | 17:42,8   | 9.       |
| Okszana Jackaja Jevgenyija Volosenko Jelena Kolomina Szvetlana Malahova-Siskina | 4 × 5 km váltó |           |           |             |             |          |          |         |         | 57:52,9   | 13.      |

* - egy másik versenyzővel azonos eredményt ért el

## Síugrás
| Versenyző                                                         | Versenyszám | Selejtező | Selejtező | 1. ugrás | 1. ugrás | 2. ugrás | 2. ugrás | Összesítés | Összesítés |
| Versenyző                                                         | Versenyszám | Pont      | Hely.     | Pont     | Hely.    | Pont     | Hely.    | Pont       | Helyezés   |
| ----------------------------------------------------------------- | ----------- | --------- | --------- | -------- | -------- | -------- | -------- | ---------- | ---------- |
| Ivan Karaulov                                                     | Normálsánc  | 109,0     | 26.*      | 102,0    | 46.      | kiesett  | kiesett  | kiesett    | kiesett    |
| Ivan Karaulov                                                     | Nagysánc    | 92,1      | 15.*      | 68,9     | 46.      | kiesett  | kiesett  | kiesett    | kiesett    |
| Nyikolaj Karpenko                                                 | Normálsánc  | kizárták  | kizárták  | kiesett  | kiesett  | kiesett  | kiesett  | kiesett    | kiesett    |
| Nyikolaj Karpenko                                                 | Nagysánc    | 84,6      | 25.       | 65,2     | 48.      | kiesett  | kiesett  | kiesett    | kiesett    |
| Alekszej Koroljov                                                 | Normálsánc  | 86,5      | 48.       | kiesett  | kiesett  | kiesett  | kiesett  | kiesett    | kiesett    |
| Alekszej Koroljov                                                 | Nagysánc    | 63,5      | 41.       | kiesett  | kiesett  | kiesett  | kiesett  | kiesett    | kiesett    |
| Ragyik Zsaparov                                                   | Normálsánc  | 110,0     | 25.       | 115,0    | 28.*     | 112,0    | 23.*     | 227,0      | 26.        |
| Ragyik Zsaparov                                                   | Nagysánc    | 86,7      | 21.*      | 95,7     | 31.      | kiesett  | kiesett  | kiesett    | kiesett    |
| Ivan Karaulov Nyikolaj Karpenko Alekszej Koroljov Ragyik Zsaparov | Csapat      |           |           | 322,2    | 12.      | kiesett  | kiesett  | kiesett    | kiesett    |

* - egy másik versenyzővel azonos eredményt ért el